# Bombe glacée
Pour les articles homonymes, voir bombe.

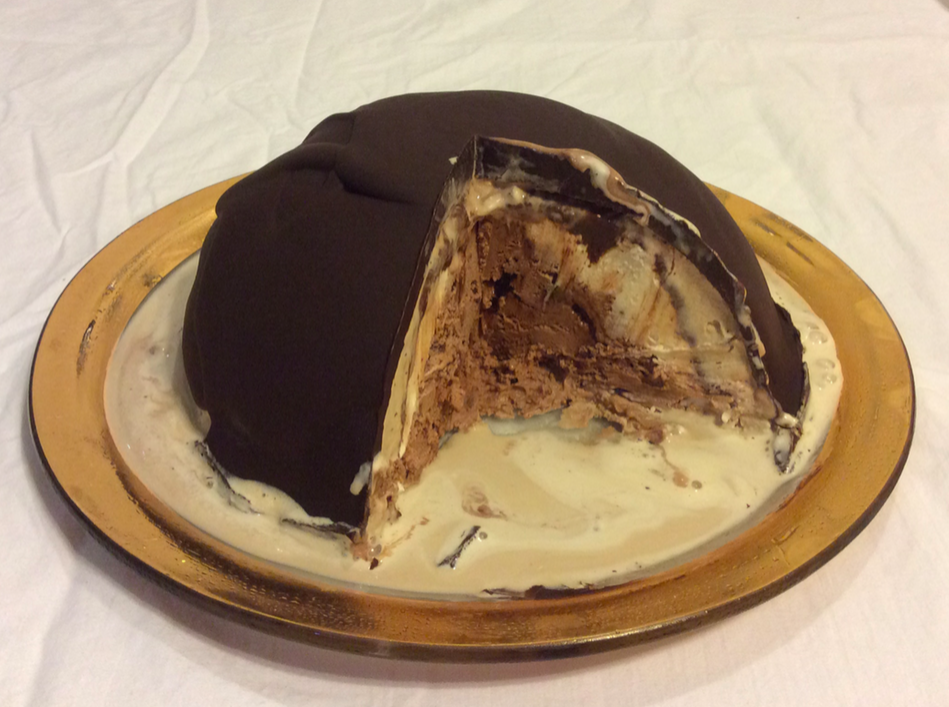
Bombe glacée au chocolat.

Une bombe glacée est une préparation à base de crème glacée, fabriquée dans un moule hémisphérique dit « moule à bombe », par couches successives uniformes - on « chemise » l'intérieur du moule - , le tout étant mis « à frapper » pendant une période de temps après laquelle les couches de crème glacée auront été bien tassées dans le moule. La bombe est servie démoulée.
Ce dessert fut créé en France au cours du XVIIIe siècle. La recette est donnée par Pierre Lacan, et elle est reprise notamment dans le Guide culinaire.
Cela consiste à ajouter un sirop chaud préparé avec 120 g de sucre pour environ 100 g de jaunes d'œuf et de le battre afin de faire foisonner l'ensemble. Cet appareil est aussi utilisé dans certaines recettes du nougat glacé.